# Hylotelephium
Hylotelephium is de botanische naam van een geslacht van vetplanten (Crassulaceae).
Er is geen overeenstemming over de vraag of een dergelijk geslacht, Hylotelephium H.Ohba (1977), erkend moet worden of dat de planten ondergebracht moeten worden in het geslacht vetkruid (Sedum). De Heukels gaat uit van de tweede mogelijkheid.
Ze zijn inheems op het noordelijk halfrond. Belangrijke soorten zijn:
- Roze hemelsleutel (Hylotelephium spectabile, synoniem: Sedum spectabile)
- Hemelsleutel (Hylotelephium telephium, synoniem: Sedum telephium).